# 최석준
최석준 은 대한민국의 가수다.

## 데뷔
- 1997년 노래 [인생도]

## 음반
- 1997년 인생도
- 1999년 꽃을 든 남자
- 2005년 꽃잎 사랑 / 가세요 가
- 2009년 꽃보다 당신
- 2013년 천년화 / 세월꽃 / 꽃보다 당신

## 홍보대사
- 2010년 티엘씨레저 홍보대사

- 배우자 박현주 (1970년생) 장남 최영해
- 차남 최진해

## 일화
- 2014년 10월 18일, 예천읍 한천체육공원에서 꽃을 든 남자 노래비 제막식이 열렸으며, 예천군 노래비 건립 추진위원회에서 세운 것으로 청정지역 물 맑고 공기 좋은 예천군 대표가수 최석준을 위해 건립한 것으로 알려졌다.[1]

## 배우자
박현주,

## 장남
최영해,

## 차남
최진해,

## 동생
박성진, 박종진, 박범진,